# Chilijski cud

PKB Chile na tle innych państw regionu. Kolor zielony wskazuje okres dyktatury Pinocheta.

Chilijski cud (ang. The Miracle of Chile) – zwrot ukuty przez Miltona Friedmana w 1982 r. jako opis liberalnych reform gospodarczych przeprowadzonych w Chile pod dyktaturą Augusto Pinocheta. W tym czasie Friedman oświadczył, że chilijski eksperyment „był porównywalny z cudem gospodarczym powojennych Niemiec”. Ocena efektów tych reform pozostaje jednak niejednoznaczna.
Natychmiast po przeprowadzeniu zakończonego sukcesem zamachu stanu w 1973 r., Pinochet został zaznajomiony z poufnym planem gospodarczym, ze względu na objętość znanym jako El Ladrillo (dosłownie „cegła”). Plan został przygotowany w maju 1973 r. przez ekonomistów opozycyjnych do rządu Salvadora Allende, przy pomocy Chicago Boys – w większości absolwentów University of Chicago. Dokument ten został udostępniony 12 września 1973 r. urzędom Generalicji Chilijskich Sił Zbrojnych, i stał się szkieletem tego co stało się później chilijską neoliberalną polityką gospodarczą.
Część ekonomistów, między innymi nobliści Amartya Sen i Joseph E. Stiglitz, uważa, że dane makroekonomiczne dowodzą raczej porażki, a nie sukcesu planu gospodarczego Chicago Boys. Gospodarka Chile popadła w okresie „czystego eksperymentu monetarnego” pomiędzy 1973 a 1983 r. w poważne recesje. Kontrargumentujący wskazują na to, że spadek koniunktury nie ograniczał się do Chile, ale był zjawiskiem szerszym – Chile natomiast było pierwszym państwem regionu, które go przezwyciężyło. Miało to jednak miejsce dopiero po upadku dyktatury, gdy do władzy doszły demokratyczne partie centrowe i centrolewicowe, kontynuujące, mimo swych poglądów, politykę ekonomiczną nakreśloną przez juntę.

## Kontekst zamachu stanu

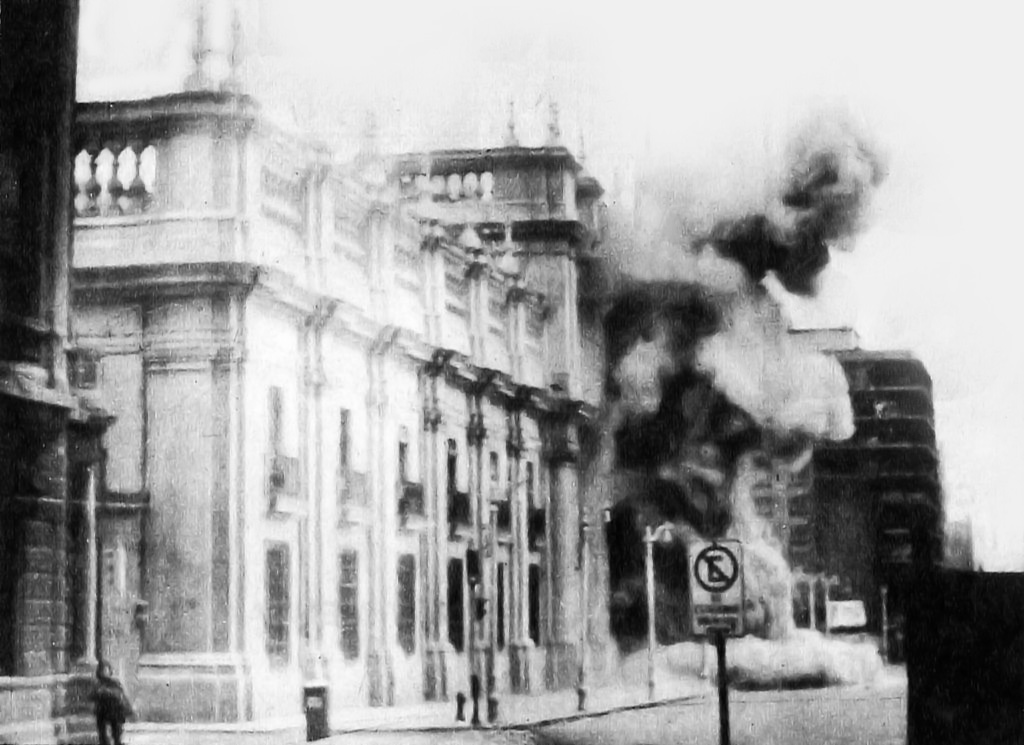
Bombardowanie Pałacu Prezydenckiego w trakcie puczu

Odtajnione dokumenty CIA ujawniły, że prezydent Richard Nixon wydał w okresie dojścia Allende do władzy w 1970 r. polecenie, by „sprawiono, żeby gospodarka [Chile] zawyła z bólu”, w celu „zablokowania lub obalenia rządu Allende”. Stany Zjednoczone wstrzymały wówczas oficjalne wsparcie finansowe i gospodarcze dla tego kraju, zintensyfikowały natomiast ukryte sponsorowanie i współpracę z antykomunistyczną opozycją, w tym wojskowymi przygotowującymi pucz.
Po zamachu stanu Stany Zjednoczone powróciły do udzielania znaczącego wsparcia wojskowego i finansowego dyktaturze Pinocheta, choć w oficjalnej linii dyplomatycznej pozostawały krytyczne wobec tego rządu.

## Dwa cudy

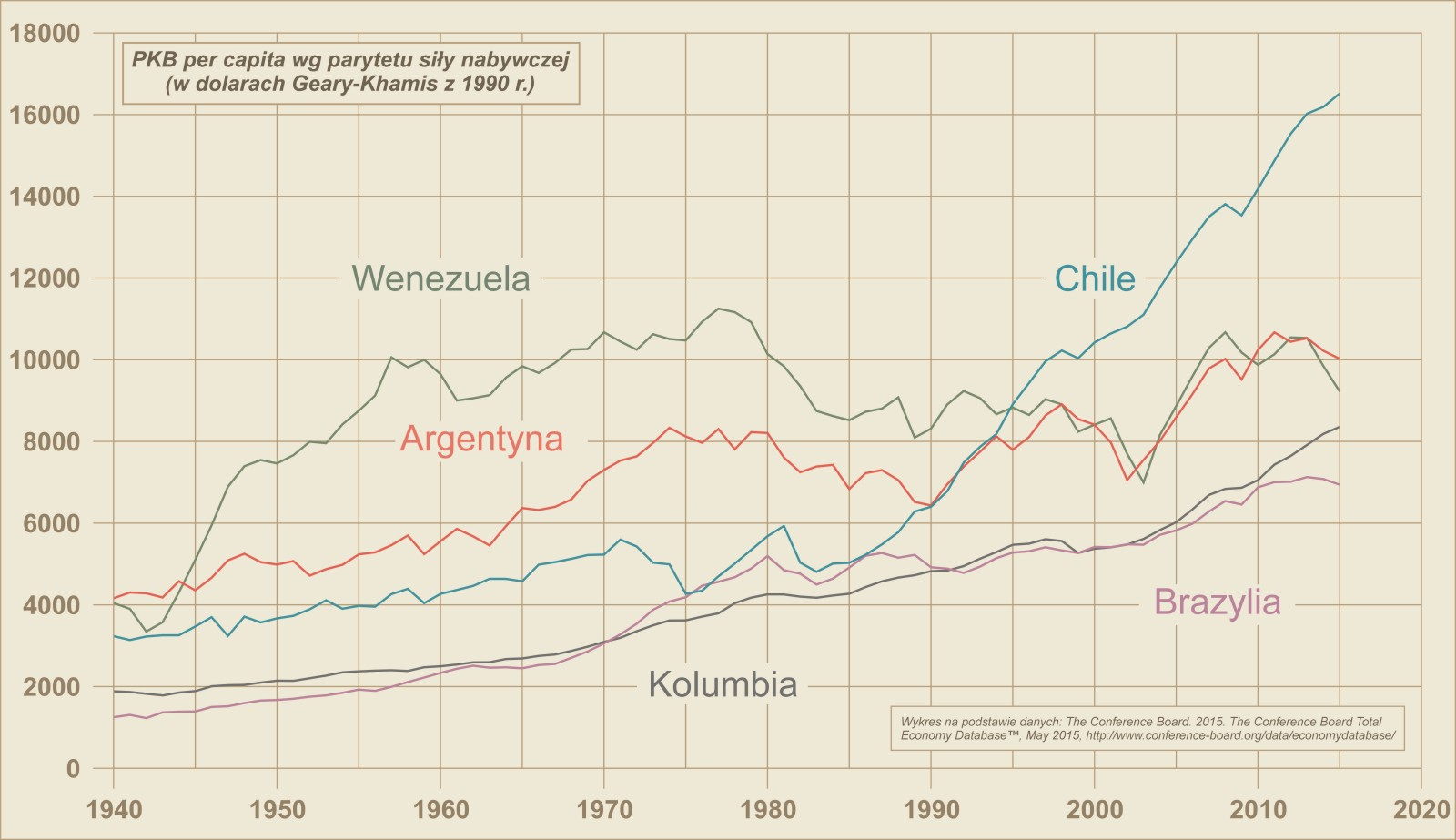
PKB per capita według PSN pięciu największych gospodarek Ameryki Płd (w dol. Geary-Khamis z 1990 r.); wykres na podstawie danych

:

### „Pierwszy cud”
Niektórzy analitycy dzielą neoliberalne eksperymenty gospodarcze Chile na dwie fazy:
- „Pierwszy cud” (1973-82), zakończony recesją w 1982 r., do której doprowadziła zawodna polityka stałego kursu walutowego, oraz
- „Drugi cud” (1985-89), który zdarzył się po dewaluacji zainicjowanej boomem ciągniętym przez eksport, co przyniosło zakończenie recesji.

Prowadzony przez młodych wolnorynkowych ekonomistów rząd Pinocheta sprywatyzował znaczną część gospodarki – począwszy od spółdzielni rolniczych, przez fabryki, skończywszy na systemie emerytalnym. Życzliwie odnosił się do zagranicznych inwestycji, oraz obniżył protekcjonistyczne bariery handlowe, zmuszając tym samym chilijski biznes do intensywniejszego konkurowania z importem, lub porzucenia mało wydajnej działalności. Poziom ceł został zredukowany ze średniego poziomu przekraczającego 100%, do jednolitego poziomu 10%. Daleko idące zmiany mocno osłabiły dotychczasowe elity biznesowe i polityczne, które były beneficjentami protekcjonizmu i subsydiów.
Ekonomiści neoinstytucjonalni Acemoğlu i Robinson zwracają uwagę, że Pinochet nie miał zdecydowanych poglądów ekonomicznych – jego główną motywacją było skonsolidowanie swojej władzy. Realizował program prywatyzacji i deregulacji, ponieważ odbierał on siłę polityczną niezależnym związkom zawodowym i potencjalnym rywalom. W państwowych kopalniach, gdzie organizacje pracownicze były całkowicie zależne od rządu, prywatyzacji nie podjęto. Ekonomiści ci uważają, że Chile zawdzięcza rozwój, który nastąpił po upadku dyktatury, nie tyle wolnorynkowemu podejściu, ale przede wszystkim temu, że najpierw Allende, a później Pinochet osłabili niedemokratyczną, uprzywilejowaną pozycję elit przemysłowych i rolniczych.
Niektóre z wolnorynkowych rekomendacji El Ladrillo nie zostały wprowadzone w życie, takie jak prywatyzacja spółki miedziowej Codelco, i uwolnienie kursu waluty. Minister finansów, Sergio de Castro, wbrew dobrze znanemu stanowisku Friedmana, ustalił w czerwcu 1979 r. kurs krajowej waluty na 39 peso za dolara. Miało to w zamierzeniu ujarzmić galopującą inflację. Jedynym poważnym rezultatem było to, że narósł problem niezrównoważenia w handlu zagranicznym. Od czasu gdy inflacja peso zdystansowała inflację dolara, każdego roku siła nabywcza chilijskich towarów eksportowych malała. Gospodarka Chile zasilana była w tym czasie zagranicznymi kredytami dolarowymi. Kiedy w końcu 1982 roku bańka pękła, kraj popadł w poważną, trwającą ponad dwa lata recesję.

### Kryzys
Pierwsze załamanie gospodarcze nastąpiło już ok. 1975 r., gdy PKB spadło o 13%, a bezrobocie wzrosło do 20% Za koniec pierwszej fazy „cudu gospodarczego” uznaje się rok 1982. Miał wówczas miejsce duży kryzys gospodarczy: wzrosło zadłużenie kraju, wystąpiła hiperinflacja, bezrobocie wyniosło 30% (było dziesięciokrotnie wyższe niż za czasów gabinetu Allende). Aż do samego końca istnienia bańki, polityka stałego kursu walutowego była bardzo popularna w Chile. Pozwalała ona zaciągać Chilijczykom kredyty dolarowe i w ten sposób kupować zagraniczne dobra po cenach relatywnie niższych niż za peso chilijskie. Kiedy stało się oczywistym, że stały kurs walutowy nie może być utrzymywany w nieskończoność, w połowie 1982 r. uwolniono go. Dewaluacja została przeprowadzona w czasie, gdy USA – największy kredytodawca i partner handlowy Chile – wpadł w poważną recesję.
Bezpośrednim powodem kryzysu była działalność instytucji finansowych, działających według modelu amerykańskiego Enronu. Działanie takich instytucji praktycznie bez żadnych ograniczeń umożliwiła deregulacja rynków, dokonana przez chicagowskich ekonomistów. Instytucje finansowe skupywały prywatyzowany majątek i zakumulowały kolosalny dług sięgający 14 miliardów dolarów.
Pinochet w czasie swoich rządów kilkukrotnie zmienił politykę gospodarczą. Według wypowiedzi ekonomisty Nicholasa Kaldora dla Parlamentu Brytyjskiego, hiperinflacji nie udało się mimo oczekiwań i upływu czasu ograniczyć mechanizmami wolnorynkowymi. Dyktatura musiała wobec narastających niepokojów społecznych użyć zamrożenia płac pod przymusem karnym, oraz ograniczenia praw pracowniczych. Kryzys z 1982 roku okazał się tak niestabilny, że Pinochet dokonał powtórnej nacjonalizacji części zadłużonych przedsiębiorstw. Pinochet zdecydował się usunąć z rządu chicagowskich ekonomistów, w tym Sergia de Castro. Kilku doradców oskarżono o oszustwa finansowe.
Gospodarkę Chile przed zupełną zapaścią uratowało w dużej mierze niesprywatyzowane Codelco (znacjonalizowane przez poprzedni, lewicowy rząd Allende), eksploatujące chilijską miedź. Państwowe przedsiębiorstwo samodzielnie generowało w niektórych latach 85% przychodów z eksportu i 20% PKB. Pozwoliło ono w okresie pęknięcia bańki finansowej utrzymać stałe źródło wpływów rządowych.

### „Drugi cud”
Po kryzysie 1983 r. dyktatura Pinocheta nie zmieniła ogólnego kierunku wolnorynkowych reform planu El Ladrillo. Chociaż recesja miała olbrzymie negatywne skutki dla rządzącej junty, w latach 1983–1984 rząd utrzymał w większości wolnorynkowe podejście – ręce precz od gospodarki. Utrzymano jednak cła podniesione z poziomu 10% do 35%. Pozwolono natomiast na upadek wielu czołowych prywatnych chilijskich przedsiębiorstw, zamiast wspierać proces ich uzdrawiania poprzez subsydia i inne preferencyjne traktowanie.
Począwszy od 1985 r. priorytety polityki gospodarczej zwróciły się w kierunku wypłacalności finansowej i wzrostu. Raptownie wzrósł eksport i spadło bezrobocie. Jednak w zwalczaniu ubóstwa sukcesy były znacznie mniejsze. W 1987 r. ludzie żyjący poniżej progu ubóstwa wciąż stanowili 45% społeczeństwa.
Z pomocą doradców (Chicago Boys) prezydent Pinochet wprowadził pakiet reform obejmujących takie aspekty jak prywatyzacja i deregulacja. Sprywatyzowano m.in. system emerytalny, przedsiębiorstwa państwowe, banki oraz zredukowano podatki. Celem Pinocheta było uczynienie Chile narodem nie proletariuszy a przedsiębiorców. Główna spółka miedziowa, Codelco, pozostała w rękach rządowych – wcześniej przemysł ten znacjonalizował Salvador Allende, pozwolono jednak innym prywatnym spółkom na poszukiwania i wydobycie.

## Rezultaty

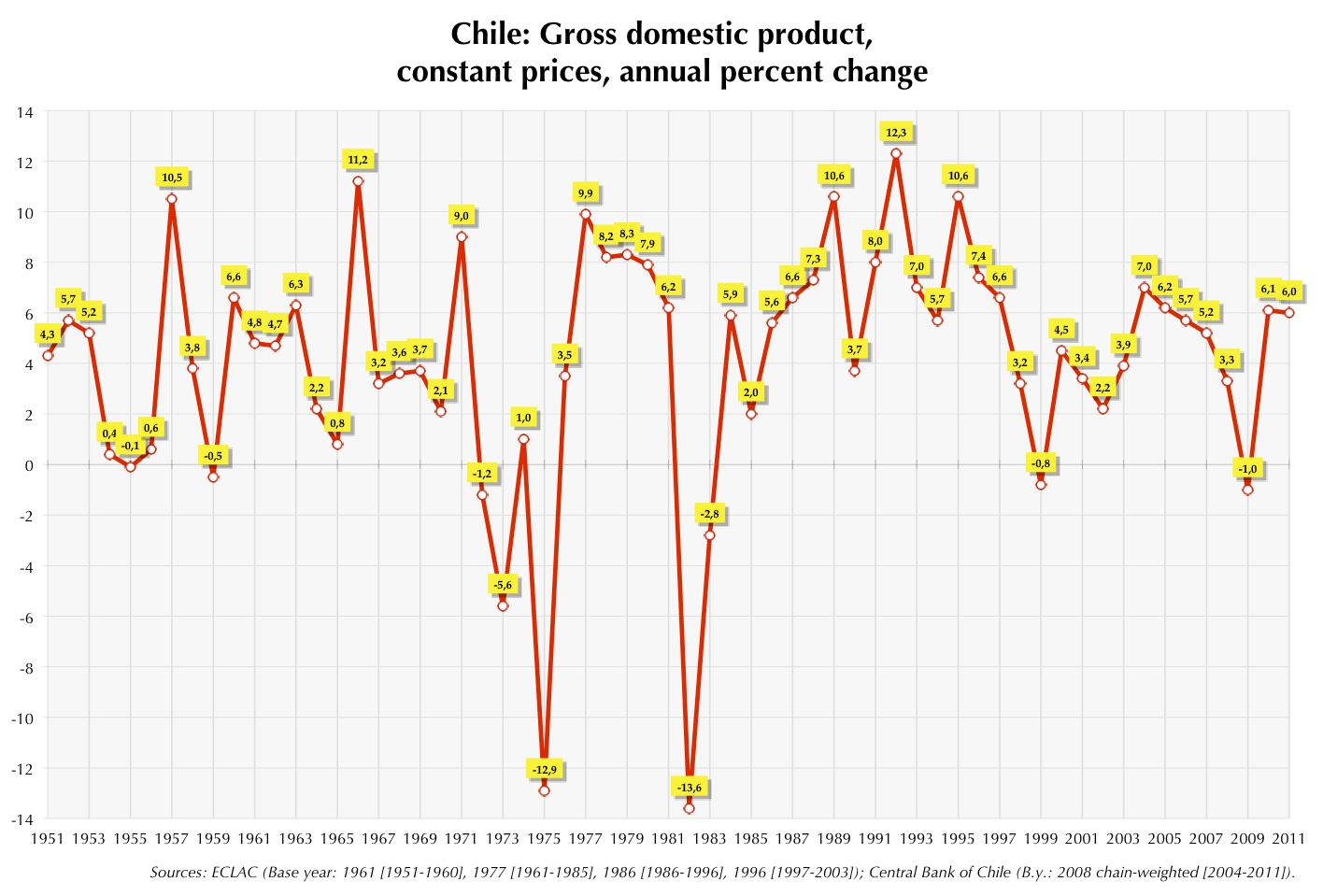
Chile: roczne wahania PKB (ceny constans) w latach 1961–2007

Zwolennicy koncepcji cudu chilijskiego uważają, że dalszy ciąg wydarzeń w Chile obronił podejście wolnorynkowe – gospodarka tego kraju jest zauważalnie silniejsza i bardziej rozwinięta niż gospodarki innych krajów Ameryki Łacińskiej. Od wprowadzenia reform rynkowych, w środku lat 70., gospodarka rosła w średnim tempie 7% rocznie, zwiększając dochód per capita 16-milionowego Chile do ponad 10 000 dolarów – czyniąc tym samym obywateli tego kraju najzamożniejszymi w Ameryce Południowej.
Z drugiej strony, Chile rozwijało się szybciej od reszty regionu jedynie przed i po głównym okresie reform. W latach 1973–1986, Chile notowało wolniejszy i mniej stabilny rozwój od sąsiednich krajów. Do 1986 r. niskie wynagrodzenia (realne) zmalały o 10% w stosunku do czasów administracji Allende. W tym samym okresie płace klasy średniej spadły nawet bardziej – o 30%. Statystyki mówią o olbrzymim wzroście liczebności klasy średniej oraz rozwarstwienia majątkowego.
Cztery kolejne po rządach Pinocheta cywilne administracje, w tym socjalistki Michelle Bachelet, przeprowadziły szereg zmian. Nie próbowały demontować polityki wolnego rynku, niemniej jednak wzmocniły sferę zabezpieczenia socjalnego, w duchu postulatów socjaldemokratycznych i ordoliberalnych. Dopiero w tym czasie w Chile nastąpił znaczący rozwój gospodarczy na tle innych krajów regionu.
Doświadczenia Chile lat 70. i 80., oraz w szczególności eksport chilijskiego modelu emerytalnego byłego Ministra Pracy, Joségo Piñery, miały wpływ na politykę Komunistycznej Partii Chin. Powoływały się na niego w swoich reformach Rosja Borysa Jelcyna i prawie wszystkie postkomunistyczne kraje Europy Środkowo-Wschodniej. System ze znacznymi modyfikacjami został adoptowany w Polsce po reformach rządu Jerzego Buzka. W analizie ekonometrycznej efektów prywatyzacji systemu opieki społecznej stwierdzono jednak, że nie przyniosła ona w Chile oszczędności netto dla obywateli, i jest podobnie kosztowna w administracji, co systemy państwowe. W latach 2010. pod wpływem protestów społecznych związanych z rozczarowującym poziomem prywatnych emerytur, władze Chile zaczęły rozważać możliwość częściowego cofnięcia prywatyzacji tej sfery. W pracy nad projektem nowej reformy brała udział m.in. polska ekonomistka Leokadia Oręziak.

### Krytyka wobec Miltona Friedmana
Friedman udzielił serii zachwalających wolny rynek wykładów na Chilijskim Uniwersytecie Katolickim, doszło też do 45-minutowego spotkania z Pinochetem. Stwierdził on po nim, że dyktator i rząd wykazywali niewielkie zrozumienie dla przedstawianych idei. Prezydent poprosił wtedy o list, w którym ekonomista wyłożyłby jaka konkretnie powinna być polityka gospodarcza Chile – Friedman uczynił to. Anthony Lewis, dziennikarz The New York Times napisał w 1975 r.: „Polityka gospodarcza chilijskiej junty bazuje na ideach Miltona Friedmana... i jego chicagowskiej szkoły.”
Komentując swoje przemówienie dotyczące „cudu”, Friedman powiedział, że „w rozmowie akcentowano to, że wolny rynek mógłby podkopać politykę centralizacji i politycznej kontroli” – podkreślając, że jest krytyczny wobec okrucieństwa dyktatury, i widzi w ekonomicznej liberalizacji drogę do ponownej demokratyzacji Chile. Dyktaturę Pinocheta kontrowersyjnie chwalił wprost natomiast ekonomista Friedrich von Hayek. W wywiadzie prasowym stwierdził: „Jestem całkowicie przeciwny dyktaturom jako długotrwałym ustrojom. Ale dyktatura może być koniecznym rozwiązaniem na okres przejściowy”.
Friedman spotkał się z zarzutami asystowania łamiącej prawa człowieka dyktaturze. Bronił się przeciwko temu, twierdząc, że niemal takie same wykłady i taką samą politykę promował w Chinach i Jugosławii, oraz że jego wizyty nie były powiązane z polityczną stroną reżimu. Podczas swojej wizyty w Chile wspomniał, że podążanie śladem jego liberalnych gospodarczo rad przyniesie wolność i upadek reżimu.

## Skutki długookresowe
Liczba Chilijczyków żyjących poniżej granicy ubóstwa wzrosła z 17% w 1969 r. do 45% w 1985 r. Przeciętny dochód osób najbogatszych wzrósł w tym czasie o 83%. Według rankingu Index of Economic Freedom (Ranking Wolności Gospodarczej) z 2007 r., Chile jest jedenastą najbardziej liberalną gospodarką świata. Kraj jest klasyfikowany jako trzeci spośród 29 obu Ameryk i jest liderem regionalnym od ponad dekady. W 2004 r. wzrost gospodarczy wynosił 6,1%. W tym tempie rozwoju, i z tymi warunkami demograficznymi Chile stało się najzamożniejszym krajem Ameryki Łacińskiej. W 2007 roku Chile zostało uznane za jedno z najbardziej nierównych społeczeństw świata. Obecnie poniżej progu ubóstwa żyje 14% ludności Chile; w Brazylii jest to odpowiednio 4%, a w Boliwii 39%.